# Cours moyen 1re année
Pour des articles plus généraux, voir Système éducatif en France et École primaire en France.
« CM1 » redirige ici. Pour les autres significations, voir CM1 (homonymie).
 (mai 2021).
Dans le système éducatif français, le cours moyen 1re année (CM1), ou première année du cycle 3, est l'avant-dernier niveau de l'école primaire avant l'entrée au collège. Les enfants y accèdent au mois de septembre de l'année où ils fêtent leur neuvième anniversaire. L'âge typique des élèves durant cette année scolaire est donc de 9 à 10 ans.
Il existe également des classes adaptées : ULIS pour les élèves en situation de handicap, UPE2A pour les élèves allophones.
La classe précédente est le cours élémentaire 2e année (CE2), la classe suivante est le cours moyen 2e année (CM2).

## Histoire

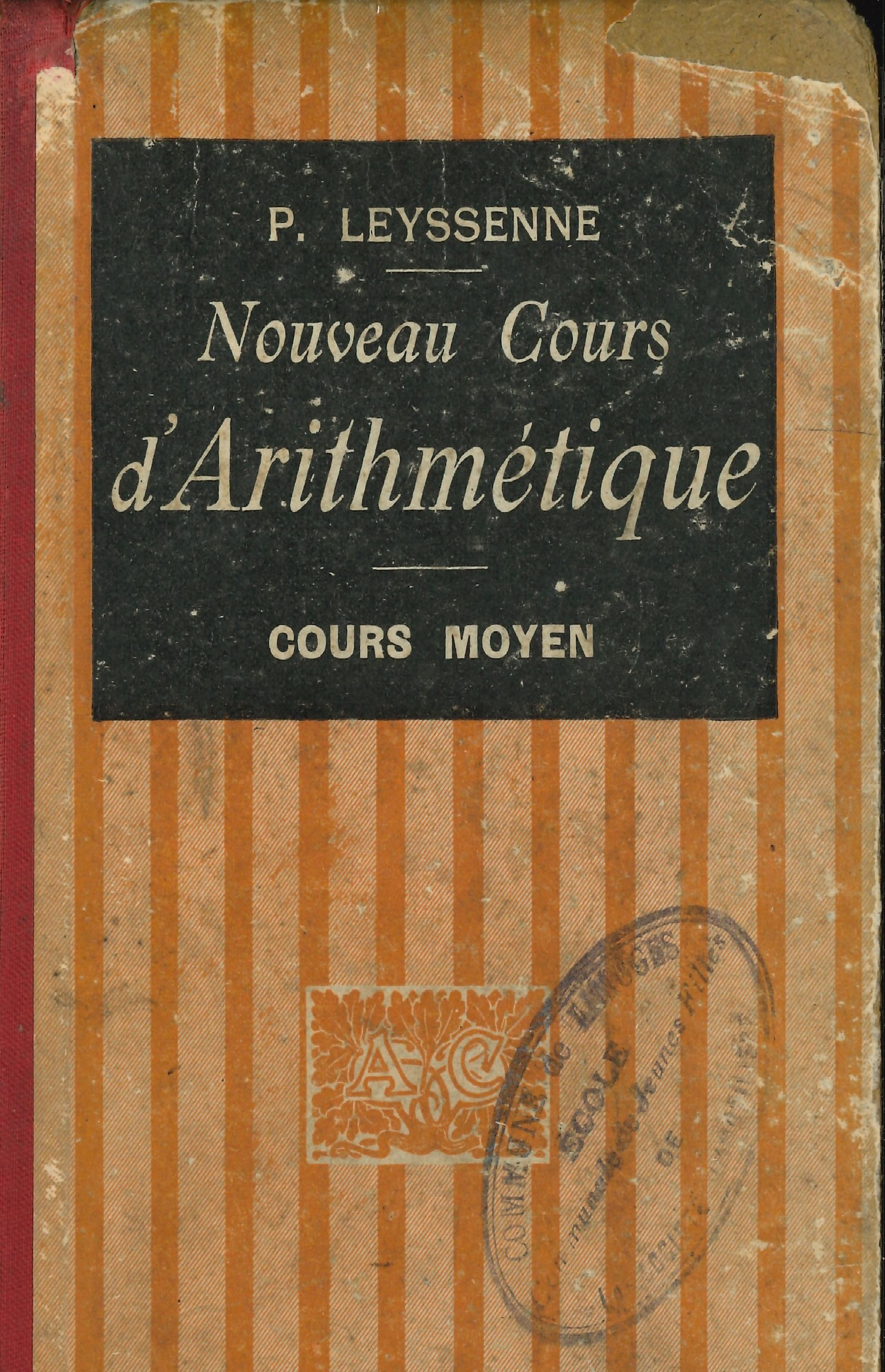
Manuel d'arithmétique de cours moyen datant de 1925.

## Programmes actuels
Les élèves du CM1 bénéficient d'un enseignement multiple et complet de 24 heures hebdomadaires. Ces horaires sont communs aux deux premiers niveaux du cycle 3 (CM1 et CM2).
| Domaines disciplinaires                            | Durée annuelle | Durée hebdomadaire moyenne |
| -------------------------------------------------- | -------------- | -------------------------- |
| Français                                           | 288 heures     | 8 heures                   |
| Mathématiques                                      | 180 heures     | 5 heures                   |
| Langue vivante                                     | 54 heures      | 1 heure 30                 |
| Éducation physique et sportive                     | 108 heures     | 3 heures                   |
| Sciences et technologie                            | 72 heures      | 2 heures                   |
| Enseignements artistiques                          | 72 heures      | 2 heures                   |
| Questionner le monde Enseignement moral et civique | 90 heures      | 2 heures 30                |
| TOTAL :                                            | 864 heures     | 24 heures                  |